# Idiosyncrasie
L’idiosyncrasie (du grec ancien ἰδιοσυγκρασία / idiosunkrasia (« tempérament particulier »), dérivé de ἴδιος / ídios (« propre », « particulier »), σύν / sún (« avec »), et κρᾶσις / krâsis (« mélange »)) est le comportement particulier, la « personnalité psychique », propre d'un individu. Ce terme a été notamment utilisé par André Gide dans son roman Paludes paru en 1895 : « Nous ne valons que par ce qui nous distingue des autres ; l'idiosyncrasie est notre maladie de valeur face aux influences de divers agents extérieurs ». En effet, il revêt également un sens d'ordre médical et définit la réponse d'un organisme donné à l'action d'agents extérieurs sur le plan physique comme psychique.
Le concept général est parfois nommé « idiosyncrasisme ». Bien qu'on puisse parler d'idiosyncrasie en termes positifs concernant un objet, une personne, une culture, etc., le mot est le plus souvent utilisé dans les contextes de la médecine ou de la linguistique, pour qualifier des comportements troublants, voire non souhaités. Dans le cas d'une personne, la notion d'idiosyncrasie est proche de celle de subjectivité.

## Sciences du vivant
- En mycologie et en botanique, il s'agit d'un individu hors contexte ou unique dans son genre.
- En symptomatologie médicale, l'idiosyncrasie est la disposition particulière d'un individu à réagir à un événement extérieur. On peut évoquer l'idiosyncrasie immunitaire lorsque deux individus réagissent différemment à un agent pathogène.

« Le rapport qui constitue la particularité de chaque être, de chaque état physiologique ou pathologique est la clef de l'idiosyncrasie, sur laquelle repose toute la médecine. »

— Claude Bernard
Claude Bernard emploie une fois le pléonasme « idiosyncrasie individuelle ».
Jacques Monod en précise également le sens « idiosyncrasie personnelle ».
« Cet appareil est entièrement logique, merveilleusement rationnel, parfaitement adapté à son projet : conserver et reproduire la norme structurale. Et cela, non pas en transgressant, mais en exploitant les lois physiques au bénéfice exclusif de son idiosyncrasie personnelle. »
— Jacques Monod, Le Hasard et la Nécessité
- En pharmacologie, l'idiosyncrasie est la disposition particulière d'un individu à répondre à un traitement, c'est ce que l'on appelle une réaction idiosyncrasique. Elle est parfois imprévisible sans avoir recours à la pharmacogénétique, elle peut être aussi due à des variations épigénétiques.

## Sciences de l'esprit
- En psychologie, l'idiosyncrasie est la disposition humaine à ressentir différemment, selon les individus, une impression extérieure ou sensorielle.
- En psychiatrie, l'idiosyncrasie (ou idiosyncrasisme) est l'utilisation de néologismes, de mots ou de phrases « hors contexte », inadaptés par rapport à la situation présente (dans des cas d'autisme par exemple).

## Sciences sociales
- En linguistique, l'emploi d'idiosyncrasie peut servir à marquer l'exception dans les idiomes institutionnels : par exemple, le fait que l'anglais possède deux mots pour désigner le bœuf (animal = ox et viande = beef) est une idiosyncrasie de la langue.
- En gestion des documents d'archives, on dit que les idiosyncrasies des systèmes affectent l'intégrité des documents, c'est-à-dire que la diversité, la complexité des systèmes informatiques l'altèrent[réf. nécessaire]. Cela signifie que par définition un système d'information pose un filtre entre un document et son stockage, ce qui peut évidemment apporter des modifications non voulues.
- En économie et plus particulièrement dans les théories du marché du travail, il s'agit de l'aptitude développée par individu qui lui est propre au sein de l'entreprise où il exerce son emploi. Cette capacité unique lui confère un certain enracinement dans la société et la possibilité qu'il soit licencié ou évincé de l'activité se révèle très faible dans la mesure où il en devient une condition de bon fonctionnement.Par exemple, une société peut être économiquement paralysée par le licenciement d'un dirigeant ayant développé un réseau relationnel important ; un employé seul à savoir utiliser un logiciel avancé dispose d'une position de force par rapport à l'entreprise…

## Philosophie
L'idiosyncrasie est un ensemble de particularités et de traits de caractères propres à chaque individu, qui représente ce qu'il est en tant qu'être conscient, ce qui définit son ontologie. C'est un concept particulièrement associé à Nietzsche.
l’idiosyncrasie dans le dernier livre de Nietzsche ECCO HOMO chapitre 7 : définition de la morale : La morale c’est l’idiosyncrasie du décadent avec l’intention cachée de tirer vengeance de la vie - et cette intention a été couronnée de succès. J’attache de la valeur à cette définition.
Dans son livre Le Crépuscule des idoles, Nietzsche emploie le terme pour désigner une attitude liée au nihilisme moderne : l'être humain construit des arrières-mondes (le paradis par exemple) pour s'y réfugier, et dénigre ce faisant le monde réel. Cette fuite est en même temps un mécanisme de défense face au caractère tragique de l'existence. C'est ce mécanisme qui prend le nom d'idiosyncrasie, et dont le penseur retrace la présence chez certains philosophes antiques, notamment Socrate, lorsqu'avant de mourir il énonce « nous devons un coq à Asclépios », montrant par là, selon Nietzsche, une forme de nihilisme qui considère la vie comme une sorte de maladie.
Dans son texte sur les « techniques du corps », Marcel Mauss s'attarde sur la marche, et trouve dans la marche la possibilité d'observer l'existence d'une « idiosyncrasie sociale » : cela lui permet de relever l'impact des structures sociales sur les individus. Il considère par exemple la façon dont on peut « marcher comme [une] infirmière », en France comme aux États-Unis, comment on peut apprendre de mauvais gestes – ce que Marcel Mauss illustre par l'exemple de la nage : il était courant, à l'époque, d'apprendre à recueillir l'eau dans sa bouche puis la recracher – et comment les techniques du corps évoluent et s'améliorent dans l'histoire. Par exemple, il raconte comment il apprit à courir « les poings au corps » par un professeur, c'est-à-dire par un membre du corps social, et comment il a ensuite corrigé son geste en regardant des sportifs de haut niveau. L'idiosyncrasie, dans ces conditions, est un concept philosophique dans lequel s'articulent le rapport entre l'individu d'une part, et le groupe auquel il ou elle appartient d'autre part, et ce, sur le plan pratique.